# Sede titolare di Eno
Eno  (in latino Aeniensis) è una sede arcivescovile titolare della Chiesa cattolica.

## Storia
Eno, corrispondente alla città turca di Enez, è un'antica sede arcivescovile autocefala della provincia romana di Rodope nella diocesi civile di Tracia e nel patriarcato di Costantinopoli. Elevata al rango sede metropolitana, la metropolia di Eno fu soppressa in seguito agli accordi del trattato di Losanna del 1923 che impose obbligatoriamente lo scambio delle popolazioni tra Grecia e Turchia.
Dal XV secolo Eno è annoverata tra le sedi titolari della Chiesa cattolica; originariamente vescovile, fu elevata a sede titolare arcivescovile nel 1929. La sede è vacante dal 6 giugno 1971.

## Cronotassi dei vescovi e arcivescovi titolari
- Wincenty Wierzbięta, O.P. † (13 ottobre 1469 - 1494)[1]
- Wojciech z Bydgoszczy † (10 novembre 1494 - prima del 28 gennaio 1506 deceduto)
- Wojciech z Sochaczewa, O.P. † (23 dicembre 1506 - 1529)
- Giovanni ? † (1512 - ?)[2]
- Adrian Żakowski, O.P. † (17 aprile 1531 - 1540 deceduto)
- Jakub Dziaduski, O.F.M. † (15 marzo 1540 - 1568 deceduto)
- Stanisław Dzedziński † (3 dicembre 1568 - 1573 deceduto)
- Jan Węgorzewski, O.Cist. † (26 giugno 1573 - 1588 deceduto)
- Jakub Brzeźnicki † (13 giugno 1588 - 1607 deceduto)
- Andrzej Richlicki † (7 febbraio 1607 - 1616 deceduto)
- Kasper Hap † (14 maggio 1618 - 1619 deceduto)
- Jan Trach Gniński † (2 dicembre 1619 - 1625 deceduto)
- Jan Baykowski † (2 dicembre 1626 - 1650 deceduto)
- Jan Branecki † (25 settembre 1651 - 1655 deceduto)
- Wojciech Grabowski † (31 gennaio 1656 - 1659)
- Maciej Marian Kurski, O.F.M. † (21 febbraio 1661 - 27 marzo 1681 deceduto)
- Pietro Craveri, O.F.M. † (30 settembre 1783 - 19 dicembre 1785 nominato vescovo di Chio)
- Thomas Costello † (30 giugno 1786 - 6 luglio 1786 succeduto vescovo di Clonfert)
- Ignazio Giacomo Giustiniani † (? - 15 marzo 1830 nominato vescovo di Chio)[3]
- Pierre Marie Bataillon, S.M. † (22 novembre 1842 - 11 aprile 1877 deceduto)
- Louis-Marie Galibert, M.E.P. † (23 maggio 1879 - 24 aprile 1883 deceduto)
- Wilhelm von Reiser † (31 agosto 1886 - 5 giugno 1893 succeduto vescovo di Rottenburg)
- Florent-Michel-Marie-Joseph du Bois de la Villerabel † (7 maggio 1920 - 21 novembre 1921 nominato vescovo di Annecy)
- Joseph-Antoine-Augustin Giustiniani † (17 febbraio 1922 - 28 settembre 1923 deceduto)
- Piotr Mańkowski † (9 febbraio 1926 - 8 aprile 1933 deceduto)
- Juan Manoel González Arbeláez † (6 giugno 1934 - 20 giugno 1942 nominato arcivescovo di Popayán)
- Florent-Michel-Marie-Joseph du Bois de la Villerabel † (13 dicembre 1944 - 7 febbraio 1951 deceduto) (per la seconda volta)
- Louis Morel, C.I.C.M. † (19 agosto 1951 - 6 giugno 1971 deceduto)